# Cupra Born
La Cupra Born è la prima auto elettrica prodotta a partire dal 2021 dalla casa automobilistica spagnola Cupra, sulla base del pianale Volkswagen MEB.

## Contesto

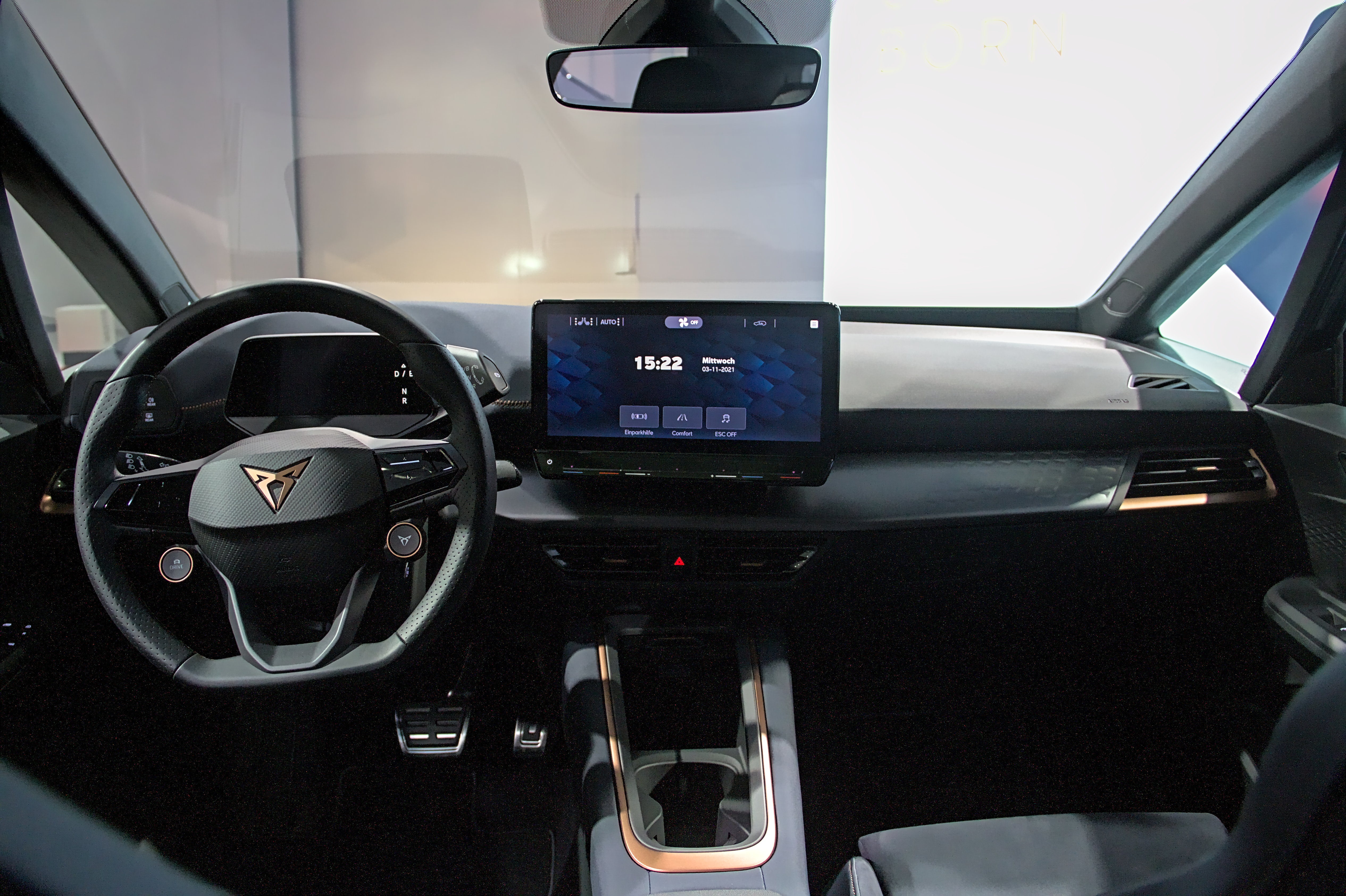
Interni

È stata presentata per la prima volta come prototipo, con il nome di SEAT el-Born, al Salone dell'automobile di Ginevra del 2019 con vendite pianificate dal 2020.
Nel luglio 2020 è stata annunciata la versione di produzione, che viene prodotta sotto il marchio Cupra (anziché SEAT), inizialmente come el-Born e poi soltanto Born.

## Descrizione
La Born viene fabbricata nello stabilimento di Zwickau insieme alla serie Volkswagen ID., con la quale condivide la stessa piattaforma e gran parte della componentistica, come i propulsori elettrici e le batterie. La vettura prende il nome dall'omonimo quartiere di Barcellona.
La Born è dotata di un pacco batterie da 62 kWh con una autonomia dichiarata di 420 km (261,0 mi) (WLTP). L'auto è spinta da un motore elettrico con 204 CV (150 kW; 201 CV), in grado di farla accelerare da 0 a 62 miglia/h in 7,5 secondi. La batteria è compatibile con la ricarica CCS da 100 kW e dispone di un sistema di gestione termica.